# Saint-Vallier (Drôme)
Saint-Vallier ist eine französische Gemeinde im Département Drôme zwischen Lyon und Marseille. Sie ist Hauptort des gleichnamigen Kantons. Die Gemeinde liegt im Rhônetal, an der Einmündung des linken Nebenflusses Galaure. Die Gemeinde hat 4083 Einwohner (Stand 1. Januar 2022).

## Bevölkerungsentwicklung
| Jahr                       | 1962 | 1968 | 1975 | 1982 | 1990 | 1999 | 2007 | 2016 |
| -------------------------- | ---- | ---- | ---- | ---- | ---- | ---- | ---- | ---- |
| Einwohner                  | 4124 | 4927 | 5137 | 4442 | 4115 | 4154 | 4010 | 3896 |
| Quellen: Cassini und INSEE |      |      |      |      |      |      |      |      |

## Gemeindepartnerschaften
Partnergemeinden von Saint-Vallier sind
- Filton (Großbritannien)
- Witzenhausen in Hessen (Deutschland) seit 1975

Seit 1979 führen Filton, Witzenhausen und Saint-Vallier eine Dreierpartnerschaft.

## Persönlichkeiten
- Diana von Poitiers († 1566), eine Mätresse Heinrichs II., wurde 1499 oder 1500 im Schloss Saint-Vallier geboren.
- Gabriel Breynat (1867–1954), römisch-katholischer Apostolischer Vikar von Mackenzie in Kanada, wurde in Saint-Vallier geboren